# Ana Ivanović
Ana Ivanović Ана Ивановић (født 6. november 1987 i Beograd) er en tidligere professionel kvindelig serbisk tennisspiller.

## Resultater
Hun kom til finalen i Grand Slam-turneringen French Open i 2007 hvor hun tabte til Justine Henin med 1-6, 2-6.
Hun spillede sin anden Grand Slam-finale i Australian Open 2008. I semifinalen besejrede hun Daniela Hantuchová med 0-6, 6-3, 6-4. Men Ivanović tabte også denne finale, denne gang til Marija Sjarapova som vandt med 7-5, 6-6.
I sin tredje Grand Slam-finale lykkedes det at vinde, da hun i French Open 2008 besejrede Dinara Safina med 6-4, 6-3.

## Grand Slam-resultater
| Turnering       | 2005 | 2006 | 2007 | 2008 | 2009 | 2010 | 2011 | 2012 | 2013 |
| Australian Open | 3    | 2    | 3    | F    | 3    | 2    | 1    | 4    | 4    |
| French Open     | QF   | 3    | F    | W    | 4    | 2    | 1    | 3    | 4    |
| Wimbledon       | 3    | 4    | SF   | 3    | 4    | 1    | 3    | 4    |      |
| US Open         | 2    | 3    | 4    | 2    | 1    | 4    | 4    | QF   |      |

Tegnforklaring:
- – = Ikke deltaget
- 1 = Slået ud i 1. runde
- 2 = Slået ud i 2. runde
- 3 = Slået ud i 3. runde
- 4 = Slået ud i 4. runde
- QF = Slået ud i kvartfinalen
- SF = Slået ud i semifinalen
- F = Tabende finalist
- W = Vinder